# Desmoscolex adriaticus
Desmoscolex adriaticus är en rundmaskart som beskrevs av Alexander Schepotieff 1907. Desmoscolex adriaticus ingår i släktet Desmoscolex och familjen Desmoscolecidae. Inga underarter finns listade i Catalogue of Life.